# Mensagem de William Branham
Mensagem é o nome atribuído ao conjunto de ensinamentos do pregador norte-americano William Marrion Branham (1909 - 1965). A fonte primária da mensagem são as gravações dos sermões e cultos ministrados por William Branham de 1947 até 1965. Quase todos os mais de mil sermões foram transliterados em livretos, a maioria dos quais traduzidos para vários idiomas. Sublinha-se que o termo "mensagem" pode referir-se tanto ao conjunto destas gravações, — atribuindo, desta forma, um caráter sistemático a elas — quanto a cada uma delas, isoladamente.
Os seguidores dos ensinamentos de William M. Branham são conhecidos como crentes da Mensagem ou simplesmente cristãos, enquanto os ensinamentos de William Branham são nomeados Mensagem da Hora.
Os ensinamentos de Branham abrangem pontos doutrinários referentes à conduta da mulher, à doutrina do batismo, à doutrina da "semente da serpente", à doutrina quanto ao divórcio, entre outros.

## Livros e sermões
A maioria dos sermões gravados foram transcritos e uma pequena parte, temos em português, traduzidos por entidades relacionadas ao ministério de William Branham, sem fins lucrativos. Em adição aos sermões gravados, William Branham também conferiu autoridade ao livro "Uma Exposição sobre as Sete Eras da Igreja", de 1965.

## Números e distribuição
As pregações de Branham contra o 'denominacionalismo' têm evitado a criação de associações formais de grupos de seguidores. Desta forma, tornou-se difícil estabelecer fielmente quantos seguidores existem hoje. Uma estimativa não-oficial realizada por David Branham (neto de William Branham) em 1986, baseada nos números de distribuição de literaturas, indicava um número de cerca de 300.000 pessoas em todo o mundo (WEAVER, Douglas. O profeta curador William Branham: Um estudo da profecia no pentecostalismo americano [tradução livre]. 1987, p. 149.). Os atuais seguidores do movimento defendem que o número hoje é substancialmente muito maior.
Os crentes da mensagem estão espalhados em todo o mundo, principalmente nos Estados Unidos e Brasil, e também em outras partes da América Latina, África, Europa e em muitas partes da Ásia. O país com a maior concentração de seguidores é a República Democrática do Congo, com número estimado em 750.000 fiéis.

## Doutrina
Os principais  pontos doutrinários incluem o batismo ("no nome do SenhorJesus Cristo", em lugar da fórmula "Pai, Filho e Espírito Santo"), Unicismo Modalista (Branham criticou fortemente a doutrina da Trindade e segundo ele a crença na Santíssima Trindade é a Marca da Besta), e Semente da serpente (o pecado original foi um ato sexual entre Eva e a Serpente, que produziu Caim).
De acordo com William Branham, Deus, ao ser conhecido, daria, ele mesmo, os passos para o aperfeiçoamento individual, sendo a salvação não apenas pela  fé individual , mas pela crença nas  doutrinas da mensagem e pelas obras associadas aos usos e costumes defindos pela mensagem.